# روزبهان البقلي الشيرازي

غلاف عرائس البيان في حقائق القرآن.

روزبهان البقلي الشيرازي (522 - 606 هـ / 1128 - 1209 م) وهو روزبهان بن أبي النصر الفسوي الشيرازي الكازروني، صدر الدين، أبو محمد البقلي. صوفي ولد في «بسا» قرب شيرازتُوفي 606 هـ وقيل 666 هـ.
أُطلِق عليه "شيخ الشّطّاحين". لم ينتمِ إلى عائلة متديّنة وإنّما بدأت مشاهداته في سنّ مبكّرة مما دفعه إلى ترك عمله كبقّال والسّفر من أجل اِكتساب العلم الدّينيّ. فأصبح محدثًا، مفسّرًا، فقيهًا، أصوليًّا و متكلّمًا صوفيًّا. اِلتقى روزبهان خلال أسفاره العديد من المتصوّفة الّذين ناقش معهم حالات "السُّكر" الّتي عاشها. سيرته الذّاتيّة كشف الأسرار تصف لنا هذه الحالات الرّوحيّة الّتي اعترته.

## آثاره
أبرز كتاباته في مجال الفلسفة ما يلي: كشف الأسرار سيرة ذاتيّة روحيّة باللّغة العربيّة. خلّف من آثاره: عرائس البيان في حقائق القرآن أو كشف البيان في تفسير القرآن، تفسير للقرآن على طريقة أهل التصوف.الّتي يعُدّها القشيريّ كأحد أبرز التّفسيرات الصّوفيّة. منطق الأسرار مجموعة عربيّة من "الشّطحات". أيضًا شرح الشّطحيّات، كذلك ثَمَرَة الاشجار وهي منظومة فارسيّة، أيضًا رِسَالَة الْقُدس لأهل الأنس وكتاب سير الأرواح، كذلك صفو المشارب فِي الْعِشْق إضافة إلى عبهر العاشقين فِي أصول الْعِشْق من التصوف وله أيضًا الشطحات وقد كتبه أولا بالعربية ثم وسعه بالفارسية، وهو بمثابة خلاصة للصوفية في عصره. وقد نشر هنري كوربان المتن الفارسي باسم «شرح شطحيات شيخ روزبهان بقلي شيرازي»، مع تصحيح ومقدمة في طهران 1966 م. وصلت حصيلة مؤلّفاته زهاء ستيّن مؤلّف ضاع أكثرها.

## المصدر
1. ↑  الأعلام - خير الدين الزركلي - ج 3 - الصفحة 35
2. ↑  التفسير والمفسرون - 2 - IslamKotob - Google Books نسخة محفوظة 10 مارس 2016 على موقع واي باك مشين.
3. 1 2 3  Ernst، Carl W. (11 يناير 2013). "Ruzbihan Baqli". DOI:10.4324/9780203061015. {{استشهاد بدورية محكمة}}: الاستشهاد بدورية محكمة يطلب |دورية محكمة= (مساعدة)
4. ↑  "مدخل إلى سوسيولوجيا الثقافة". تبين للدراسات الفكرية و الثقافية. ج. 2 ع. 1: 233–238. 2013. DOI:10.12816/0000583. ISSN:2305-2465.
5. ↑  خاطر، سامح أحمد فتحي (2019). "أثر البراعة التسويقية في الأداء التنافسي للمنظمة الدور المعدل لعدم التأكد البيئي: دراسة ميدانية على شركات صناعة الملابس الجاهزة في محافظة القاهرة بمصر". المجلة العربية للعلوم الإدارية: 223. DOI:10.34120/0430-026-002-002.
6. 1 2  Feuillebois-Piérunek، Ève (15 مايو 2008). "Firoozeh Papan-Matin, Michael Fishbein. The Unveiling of Secrets, Kashf al-Asrar. The Visionary Autobiography of Ruzbihan al-Baqli (1128-1209 A.D.). Leiden - Boston, Brill, 2006, 47 + 133 p. (Islamic History and Civilization. Studies and Texts)". Abstracta Iranica ع. Volume 29. DOI:10.4000/abstractairanica.30552. ISSN:0240-8910. {{استشهاد بدورية محكمة}}: |العدد= يحتوي على نص زائد (مساعدة)
7. ↑  الموسوعة الميسرة في تراجم أئمة التفسير والإقراء والنحو واللغة - IslamKotob - Google Books نسخة محفوظة 10 مارس 2016 على موقع واي باك مشين.
8. ↑  أحمد القشيري، أحمد (2000). لطائف الاشارات (ط. 1). لبنان: دار الكتب العلمية. ج. 1. ص. 5.{{استشهاد بكتاب}}:  صيانة الاستشهاد: التاريخ والسنة (link)
9. ↑  طرابيشي، جورج (2006 م). معجم الفلاسفة (ط. الثالثة). بيروت: دار الطليعة. ص. 327. مؤرشف من الأصل في 9 أكتوبر 2016. {{استشهاد بكتاب}}: تحقق من التاريخ في: |سنة= (مساعدة)
10. ↑   كوربان (هنري) - موسوعة المستشرقين للدكتور عبد الرحمن بدوي، 1992